# Eduardo Oconitrillo García
Eduardo Adrián Oconitrillo García (San José, 5 de julio de 1934) es un escritor costarricense. Después de finalizar los estudios primarios se graduó de bachiller en el Liceo de Costa Rica, en 1951 y posteriormente en la Universidad de Costa Rica, Facultad de Ciencias Económicas. Trabajó en el Banco de Costa Rica y luego en la recién creada Oficina de Planificación. Becado por la A.I.D. estudió en la Universidad de Wisconsin y obtuvo la maestría en Economía Agrícola, en 1967. Fue auditor del I.T.C.O. (Instituto de Tierras y Colonización) y después de la Liga de la Caña. Actualmente está pensionado.
Se dio a conocer en 1979 cuando obtuvo el Premio Editorial Costa Rica con “Los Tinoco”, galardón que repitió en 1986 con “Julio Acosta, el hombre de la providencia”.

## Otras publicaciones
De carácter histórico
- “Alfredo González Flores, estadista incomprendido”, 1980.
- “Rogelio Fernández Güell, escritor, poeta y caballero andante”, 1980.
- “Vida, muerte y mito del Dr. Moreno Cañas”, 160 pp. ISBN 9977231699 1981.
- “El Bellavistazo”, 1989, crónica del cuartelazo conocido por ese nombre.
- "Elías Jiménez Rojas, El sabio de la Botica", la cual trata sobre el pensamiento del notable intelectual representante del más extremo individualismo, quien desde el mostrador de su botica, miraba y criticaba la sociedad costarricense de principios del siglo XX, hasta su muerte en 1945.
- "Perfiles de valor". Siete narraciones históticas que tienen en común el valor de sus protagonistas. La valentía con que afrontaron momentos decisivos de sus vidas. El primer ensayo se refiere al famoso duelo entre don Eusebio Figueroa (El más ilustre y brillante de los ministros del presidente Próspero Fernández) y el historiador y diplomático don León Fernández Bonilla, en 1883 con todas sus trágicas secuelas. El segundo se refiere al testamento y muerte de Gregorio José Ramírez, el primer héroe de la república. El pacto de El Jocote en 1842 cuando Morazán llega a Costa Rica es la tercera narración. La cuarta es sobre Juan Kumpel, el sonsejero del presidente González Flores, autor de sus grandes proyectos de reforma del estado, que todavía hoy muchos no comprenden. Le sigue un breve ensayo sobre la vida heroica y también desgraciada de Tobías Bolaños, el primer aviador nacional. El infierno en el penúltimo ensayo se refiere al mundo el alcohol y la recuperación de Alfredo Oreamuno -"Sinatra"-, quien después irrumpe en el mundo de las letras con un sorprendente "Best Seller". El último ensayo se refiere a Rafael Ángel Pérez, el gran corredor nacional de finales del siglo XX, quien puso a correr a todos los costarricenses desde entonces.

Novela histórica:
- “Un dictador en el exilio”, cuyo principal protagonista es Federico Tinoco, en París. 2001.
- Además “Memorias de un telegrafista... pero de la Casa Presidencial”, 1985, libro de crónicas históricas, escrito con humor y reeditado por la EUNED en el 2009.

En 1995 realizó la compilación: “Crónicas del Húsar Blanco”, seudónimo del periodista Joaquín Vargas Coto y en el 2010 tuvo a su cargo la presentación y compilación de “A lo largo del camino”, memorias del presidente Julio Acosta.
En el 2004 publicó “Cien años de política costarricense 1902–2002”, que es una nueva versión de su libro de 1981, “Un siglo de política costarricense”, ahora actualizado y limitado al siglo XX.
Dentro del género que él llama “prosa nostálgica”, ha escrito la novela “Un tango llamado Nostalgia”, 1990, las crónicas tituladas “Solamente una vez”, que van de 1952 a 1963, la época de su juventud; compiló y con otros autores, escribió dos de las narraciones de “Historias de mi barrio”, 1997, y, finalmente, su más reciente libro: “Con perfume de lejanos recuerdos”, donde relata sus años de infancia, de escolar y de liceísta, de la generación de 1951.
- Datos: Q5819504